# East Lancs Lowlander
L'East Lancs Lowlander era un modello di autobus a due piani prodotto dalla East Lancashire Coachbuilders.
Doveva essere una versione con due piani dello Spryte.
La carrozzeria era costruita per il telaio del DAF/VDL DB250 e si sarebbe dovuta affiancare ai modelli Vyking, su telaio Volvo B7TL, e Lolyne che veniva realizzato sul telaio del Dennis Trident 2. Comunque non furono ricevuti ordini e quindi non venne costruito nessun esemplare.
Nonostante questo però il nome continuò ad essere utilizzato quando la carrozzeria venne aggiornata allo standard Myllennium e quindi venne proposto sul mercato il nuovo Myllennium Lowlander di cui sono stati prodotti diversi esemplari.